# Первушин, Николай Всеволодович
Николай Всеволодович Первушин (28 апреля 1899, Казань — 14 июня 1993, Канада) — профессор русского языка и истории, экономист.

## Биография
Родился 28 апреля 1899 г. в Казани в семье врача Всеволода Прокопьевича Первушина, внучатого племянника священника и математика Ивана Михеевича Первушина. Мать — Александра Андреевна, урождённая Залежская, двоюродная сестра В. И. Ленина.
Окончил Казанское коммерческое училище (1916) и юридический факультет Казанского университета (1919). Был оставлен для подготовки к профессорскому званию. В 1919—1922 преподаватель  кафедры истории народного хозяйства и экономической мысли Казанского университета.
В 1920 вместе с братом Юрием был арестован ВЧК в Казани по подозрению в участии в белогвардейской организации. Мать Первушина обратилась к своим двоюродным сёстрам Анне и Марии Ульяновым с просьбой о помощи. Ленин, ознакомившись с телеграммой двоюродной сестры, вступился за двоюродного племянника, Первушин был выпущен.
Выдержал неофициально магистерский экзамен, защитив работу «Родбертус и Бюхер» (1921).
В 1923 получил командировку в Берлин. В 1926 г. был направлен советским правительством на работу в Париж, где работал в аппарате главного уполномоченного Нефтесиндиката.
Написал книгу «Германские концерны и организация промышленности» (Ленинград, 1927).
В 1930 после получения вызова в Москву, остался за границей, став невозвращенцем. Работал журналистом и экономистом в Париже (1929—1946).
По переезде в Америку до 1962 работал переводчиком в отделе языков, и с 1947 по 1954 преподавал на курсах языков при ООН. В 1976 получил вид на жительство в США.
Профессор русского языка и истории в Макгильском университете с 1962 г. и в Оттавском университете с 1966 г. Председатель русской академической группы в Монреале и Квебеке. Один из организаторов Международного общества по изучению творчества Достоевского.
Вместе с коллегами при Норвичском университете (штат Вермонт, США) создал Русскую школу, где преподавались русский язык и культура, до 1980 работал её директором, затем преподавателем.
Автор статей на темы православной культуры и литературы в русских и американских журналах.
Жена — Ксения Львовна. Дочь — художник и искусствовед.
Скончался в 1993 г. в Канаде.

## Сочинения
- Казанский край, как промышленный, торговый и потребляющий район. 1922.
- Германские концерны и организация промышленности. 1927. — 246 с.
- Русские масоны и революция // Новое русское слово. — 1 августа 1986.
- Кто был Александр Бланк? Архивная копия от 15 апреля 2021 на Wayback Machine // Грани. 1987. № 146. С. 134—144.
- Страницы русской истории : сборник эссе. Tenafly, N. J. : Эрмитаж, 1989.
- Between Lenin and Gorbachev : memoirs of Lenin’s relative and critic. Vantage Press, 1989.